# Gnathogonia
Gnathogonia là một chi bướm đêm thuộc họ Erebidae.